# Exaeretia
Exaeretia é um gênero de traça pertencente à família Agonoxenidae.